# 1. česká národní hokejová liga 1984/1985
1. česká národní hokejová liga 1984/1985 byla 16. ročníkem jedné ze skupin československé druhé nejvyšší hokejové soutěže.

## Systém soutěže
Všech 12 týmů se utkalo čtyřkolově každý s každým (celkem 44 kol). Vítěz základní části postoupil do kvalifikace o nejvyšší soutěž, které se účastnil i vítěz 1. SNHL a poslední tým nejvyšší soutěže.
Nejhorší tým po základní části sestoupil do 2. ČNHL.

## Základní část
| Poř. | Tým                           | Z  | V  | R  | P  | VG  | OG  | B  |
| ---- | ----------------------------- | -- | -- | -- | -- | --- | --- | -- |
| 1.   | TJ Poldi SONP Kladno          | 44 | 32 | 5  | 7  | 230 | 117 | 69 |
| 2.   | TJ DS Olomouc                 | 44 | 24 | 5  | 15 | 222 | 138 | 53 |
| 3.   | TJ Slezan STS Opava           | 44 | 22 | 5  | 17 | 149 | 155 | 49 |
| 4.   | TJ Baník ČSA Karviná          | 44 | 17 | 10 | 17 | 162 | 160 | 44 |
| 5.   | TJ Slavia IPS Praha           | 44 | 17 | 10 | 17 | 146 | 160 | 44 |
| 6.   | TJ Autoškoda Mladá Boleslav   | 44 | 18 | 6  | 20 | 150 | 162 | 42 |
| 7.   | TJ Lokomotiva Ingstav Brno    | 44 | 18 | 6  | 20 | 144 | 159 | 42 |
| 8.   | TJ Slovan NV Ústí nad Labem   | 44 | 14 | 11 | 19 | 119 | 138 | 39 |
| 9.   | TJ Stadion Hradec Králové     | 44 | 14 | 11 | 19 | 163 | 184 | 39 |
| 10.  | ASD Dukla Jihlava B           | 44 | 16 | 6  | 22 | 156 | 163 | 38 |
| 11.  | TJ Šumavan Vimperk            | 44 | 15 | 7  | 22 | 135 | 172 | 37 |
| 12.  | TJ Lokomotiva Meochema Přerov | 44 | 11 | 10 | 23 | 132 | 200 | 32 |

TJ Poldi SONP Kladno postoupilo do kvalifikace o nejvyšší soutěž, ve které uspělo a postoupilo tak do nejvyšší soutěže.
TJ Lokomotiva Meochema Přerov sestoupil do 2. ČNHL. Z 2. ČNHL postoupil celek TJ Stadion PS Liberec .